# Laver Cup 2021
Laver Cup 2021 là lần thứ 4 giải Laver Cup được tổ chức, một giải quần vợt nam giữa đội châu Âu và đội Thế giới. Giải đấu thi đấu trên mặt sân cứng trong nhà tại TD Garden ở Boston, Hoa Kỳ từ ngày 24 đến ngày 26 tháng 9.
Giải đấu ban đầu diễn ra vào tháng 9 năm 2020, nhưng bị hoãn do đại dịch COVID-19 để tránh trùng lịch với Giải quần vợt Pháp Mở rộng 2020, được chuyển sang ngày 20 tháng 9 đến ngày 4 tháng 10.
Björn Borg và John McEnroe tiếp tục làm đội trưởng đội châu Âu và đội Thế giới.
Đội châu Âu giành danh hiệu thứ 4 liên tiếp.

## Lựa chọn tay vợt
Vào ngày 28 tháng 2 năm 2020, Roger Federer ban đầu là tay vợt đầu tiên xác nhận tham dự đội châu Âu, nhưng rút lui vào ngày 15 tháng 8 năm 2021 do chấn thương đầu gối phải. Nadal cũng rút lui do chấn thương chân, và Djokovic không tham dự do lịch thi đấu dày khi anh tham dự Thế vận hội và Giải quần vợt Mỹ Mở rộng. Vào ngày 24 tháng 11 năm 2020, Dominic Thiem thông báo anh tham dự, nhưng cũng rút lui vào ngày 18 tháng 8 năm 2021 do chấn thương cổ tay. Matteo Berrettini thông báo anh tham dự đội châu Âu vào ngày 16 tháng 7 năm 2021. Vào ngày 21 tháng 7 năm 2021, Denis Shapovalov, Félix Auger-Aliassime và Diego Schwartzman là những tay vợt đầu tiên xác nhận tham dự đội Thế giới. Vào ngày 13 tháng 8 năm 2021, nhà vô địch Thế vận hội Alexander Zverev được công bố tham dự đội châu Âu. Ngày hôm sau, Daniil Medvedev cũng được công bố. Đội châu Âu công bố đội hình cuối cùng vào ngày 18 tháng 8 năm 2021. Ngoài Berrettini, Zverev và Medvedev, Stefanos Tsitsipas, Andrey Rublev và Casper Ruud cũng tham dự. Một ngày sau, đội trưởng đội Thế giới John McEnroe chọn Reilly Opelka, John Isner và Nick Kyrgios vào đội hình cuối cùng.

## Tay vợt tham dự
| Đội châu Âu             | Đội châu Âu |
| ----------------------- | ----------- |
| Đội trưởng: Björn Borg  |             |
| Đội phó: Thomas Enqvist |             |
| Tay vợt                 | Xếp hạng    |
| Daniil Medvedev         | 2           |
| Stefanos Tsitsipas      | 3           |
| Alexander Zverev        | 4           |
| Andrey Rublev           | 5           |
| Matteo Berrettini       | 7           |
| Casper Ruud             | 10          |
| Feliciano López (Alt)   | 110         |

| Đội Thế giới             | Đội Thế giới |
| ------------------------ | ------------ |
| Đội trưởng: John McEnroe |              |
| Đội phó: Patrick McEnroe |              |
| Tay vợt                  | Xếp hạng     |
| Félix Auger-Aliassime    | 11           |
| Denis Shapovalov         | 12           |
| Diego Schwartzman        | 15           |
| Reilly Opelka            | 19           |
| John Isner               | 22           |
| Nick Kyrgios             | 95           |
| Jack Sock (Alt)          | 164          |

- Bảng xếp hạng đơn vào ngày 20 tháng 9 năm 2021
- Alt = Thay thế

## Trận đấu
Mỗi trận thắng trong ngày 1 được một điểm, trong ngày 2 được hai điểm, và trong ngày 3 được ba điểm. Đội đầu tiên giành được 13 điểm sẽ thắng. Vì 4 trận đấu được thi đấu mỗi ngày, có tổng cộng 24 điểm có được. Tuy nhiên, vì 12 trong tổng số điểm kiếm được vào ngày 3, cả hai đội không thể giành chiến thắng trước ngày cuối cùng.
| Ngày/Điểm         | Thời gian         | Thể loại | Đội châu Âu                          | Đội Thế giới                              | Tỷ số                      | Điểm sau trận đấu |
| ----------------- | ----------------- | -------- | ------------------------------------ | ----------------------------------------- | -------------------------- | ----------------- |
| 1                 | 24/9              | Đơn      | Casper Ruud                          | Reilly Opelka                             | 6–3, 7–6(7–4)              | 1–0               |
| 1                 | 24/9              | Đơn      | Matteo Berrettini                    | Félix Auger-Aliassime                     | 6–7(3–7), 7–5, [10–8]      | 2–0               |
| 1                 | 24/9              | Đơn      | Andrey Rublev                        | Diego Schwartzman                         | 4–6, 6–3, [11–9]           | 3–0               |
| 1                 | 24/9              | Đôi      | Matteo Berrettini / Alexander Zverev | John Isner / Denis Shapovalov             | 6–4, 6–7(2–7), [1–10]      | 3–1               |
| 2                 | 25/9              | Đơn      | Stefanos Tsitsipas                   | Nick Kyrgios                              | 6–3, 6–4                   | 5–1               |
| 2                 | 25/9              | Đơn      | Alexander Zverev                     | John Isner                                | 7–6(7–5), 6–7(6–8), [10–5] | 7–1               |
| 2                 | 25/9              | Đơn      | Daniil Medvedev                      | Denis Shapovalov                          | 6–4, 6–0                   | 9–1               |
| 2                 | 25/9              | Đôi      | Andrey Rublev / Stefanos Tsitsipas   | John Isner / Nick Kyrgios                 | 6–7(8–10), 6–3, [10–4]     | 11–1              |
| 3                 | 26/9              | Đôi      | Andrey Rublev / Alexander Zverev     | Reilly Opelka / Denis Shapovalov          | 6–2, 6–7(4–7), [10–3]      | 14–1              |
| 3                 | 26/9              | Đơn      | Alexander Zverev                     | Félix Auger-Aliassime                     | Không thi đấu              | Không thi đấu     |
| 3                 | 26/9              | Đơn      | Daniil Medvedev                      | Diego Schwartzman                         | Không thi đấu              | Không thi đấu     |
| 3                 | 26/9              | Đơn      | Stefanos Tsitsipas                   | John Isner                                | Không thi đấu              | Không thi đấu     |
| Trận đấu giao hữu | Trận đấu giao hữu | Đôi      | Daniil Medvedev / Casper Ruud        | Félix Auger-Aliassime / Diego Schwartzman | 3–6, 3–6                   | 3–6, 3–6          |

## Thống kê
| Tay vợt               | Đội      | QG        | Số trận | Thắng–Bại | Thắng–Bại | Thắng–Bại | Điểm | Điểm | Điểm    |
| Tay vợt               | Đội      | QG        | Số trận | Đơn       | Đôi       | Tổng số   | Đơn  | Đôi  | Tổng số |
| --------------------- | -------- | --------- | ------- | --------- | --------- | --------- | ---- | ---- | ------- |
| Félix Auger-Aliassime | Thế giới | Canada    | 1       | 0–1       | 0–0       | 0–1       | 0–1  | 0–0  | 0–1     |
| Matteo Berrettini     | Châu Âu  | Ý         | 2       | 1–0       | 0–1       | 1–1       | 1–0  | 0–1  | 1–1     |
| John Isner            | Thế giới | Hoa Kỳ    | 3       | 0–1       | 1–1       | 1–2       | 0–2  | 1–2  | 1–4     |
| Nick Kyrgios          | Thế giới | Úc        | 2       | 0–1       | 0–1       | 0–2       | 0–2  | 0–2  | 0–4     |
| Daniil Medvedev       | Châu Âu  | Nga       | 1       | 1–0       | 0–0       | 1–0       | 2–0  | 0–0  | 2–0     |
| Reilly Opelka         | Thế giới | Hoa Kỳ    | 2       | 0–1       | 0–1       | 0–2       | 0–1  | 0–3  | 0–4     |
| Andrey Rublev         | Châu Âu  | Nga       | 3       | 1–0       | 2–0       | 3–0       | 1–0  | 5–0  | 6–0     |
| Casper Ruud           | Châu Âu  | Na Uy     | 1       | 1–0       | 0–0       | 1–0       | 1–0  | 0–0  | 1–0     |
| Diego Schwartzman     | Thế giới | Argentina | 1       | 0–1       | 0–0       | 0–1       | 0–1  | 0–0  | 0–1     |
| Denis Shapovalov      | Thế giới | Canada    | 3       | 0–1       | 1–1       | 1–2       | 0–2  | 1–3  | 1–5     |
| Stefanos Tsitsipas    | Châu Âu  | Hy Lạp    | 2       | 1–0       | 1–0       | 2–0       | 2–0  | 2–0  | 4–0     |
| Alexander Zverev      | Châu Âu  | Đức       | 3       | 1–0       | 1–1       | 2–1       | 2–0  | 3–1  | 5–1     |